# Ōmiya-ku
Ōmiya-ku (大宮区?, Ōmiya-ku, lett. quartiere settentrionale) è uno dei 10 quartieri della città di Saitama, in Giappone. Si trova al centro della città, e il 1º dicembre 2015 contava 113.878 abitanti, distribuiti su una superficie di 12,8 km², per una densità di 8,896 ab./km².
Il quartiere rappresenta il centro della città di Saitama, e contiene fra l'altro la stazione di Ōmiya, il principale nodo di trasporto del nord del Kantō, il santuario Hikawa e il Museo ferroviario JR East.

## Storia
Ōmiya-ku prende il nome da uno Jinja della zona, meta di pellegrinaggi dal periodo Heian. Durante il periodo Edo si affermò come stazione di posta lungo la Nakasendō, che portava da Edo a Kyoto. Con il rinnovamento Meiji divenne parta della prefettura Urawa, che nel 1871 confluì nella prefettura di Saitama. Dal 1889 fa parte del distretto di Kita-Adachi e nel 2001, tramite l'unione con le città di Urawa e Yono, ha dato vita alla città di Saitama.